# Copa del Generalísimo de baloncesto 1958
La Copa del Generalísimo de baloncesto 1958 fue la número 22.º, donde su final se disputó en la pista del Centro Natación Helios de Zaragoza el 15 de junio de 1958.
En esta edición de la Copa del Generalísimo participan los cinco primeros clasificados de la Liga 1958. Los primeros clasificados de los grupos 1 y 2 de la Liga de Primera División y el RC Náutico.

## Equipos clasificados
| Pos. | Equipo                    | Pts. | PJ | G  | E | P  | GF   | GC   | Dif. | Clasificación o descenso |
| ---- | ------------------------- | ---- | -- | -- | - | -- | ---- | ---- | ---- | ------------------------ |
| 1    | Real Madrid CF            | 48   | 18 | 16 | 0 | 2  | 1241 | 880  | +361 |                          |
| 2    | Club Juventud de Badalona | 43   | 18 | 14 | 1 | 3  | 1059 | 821  | +238 |                          |
| 3    | CB Aismalíbar             | 39   | 18 | 13 | 0 | 5  | 1031 | 866  | +165 |                          |
| 4    | CB Orillo Verde           | 39   | 18 | 13 | 0 | 5  | 1054 | 893  | +161 |                          |
| 5    | CB Estudiantes            | 34   | 18 | 11 | 1 | 6  | 879  | 861  | +18  | Renunció a participar    |
| 6    | CD Hesperia de Madrid     | 21   | 18 | 7  | 0 | 11 | 1028 | 1032 | −4   |                          |

 Fuente: Linguasport
Notas:
1. ↑  El CB Estudiantes renunció a participar debido a que la mayoría de sus jugadores estudiantiles tenían sus exámenes en las mismas fechas de la competición.

También clasificaron:
- Primer clasificado del Grupo 1 en la Liga de Primera División: EN Bazán
- Primer clasificado del Grupo 2 en la Liga de Primera División: Club Águilas
- RC Náutico

## Fase final
Todos los partidos de esta fase se disputaron en la pista del Centro Natación Helios de Zaragoza.
|  | Quinto puesto         | Quinto puesto  |                 |            | 5º al 8º puesto       | 5º al 8º puesto |                      |             | Cuartos de final     | Cuartos de final |                |                      | Semifinales   | Semifinales   |  |  | Final       | Final       |
|  |                       |                |                 |            |                       |                 |                      |             |                      |                  |                |                      |               |               |  |  |             |             |
|  |                       |                |                 |            |                       |                 |                      |             | 12 de junio          |                  |                |                      |               |               |  |  |             |             |
|  |                       |                |                 |            |                       |                 |                      |             |                      |                  |                |                      |               |               |  |  |             |             |
|  | 14 de junio           | 14 de junio    |                 |            | 13 de junio           | 13 de junio     |                      |             | Juventud de Badalona | 52               |                |                      | 13 de junio   | 13 de junio   |  |  | 15 de junio | 15 de junio |
|  | 14 de junio           | 14 de junio    |                 |            | 13 de junio           | 13 de junio     |                      |             | Juventud de Badalona | 52               |                |                      | 13 de junio   | 13 de junio   |  |  | 15 de junio | 15 de junio |
|  | 14 de junio           | 14 de junio    |                 |            | 13 de junio           | 13 de junio     | RC Náutico           | 27          |                      |                  |                |                      | 13 de junio   | 13 de junio   |  |  | 15 de junio | 15 de junio |
|  | 14 de junio           | 14 de junio    |                 | RC Náutico | 55                    |                 | RC Náutico           | 27          |                      |                  |                | Juventud de Badalona | 48            |               |  |  | 15 de junio | 15 de junio |
|  | 14 de junio           | 14 de junio    | 12 de junio     | RC Náutico | 55                    |                 |                      |             |                      |                  |                | Juventud de Badalona | 48            |               |  |  | 15 de junio | 15 de junio |
|  | 14 de junio           | 14 de junio    |                 |            | Club Águilas          | 79              |                      |             | CB Orillo Verde      | 38               |                |                      |               |               |  |  | 15 de junio | 15 de junio |
|  | 14 de junio           | 14 de junio    | CB Orillo Verde | 54         | Club Águilas          | 79              |                      |             | CB Orillo Verde      | 38               |                |                      |               |               |  |  | 15 de junio | 15 de junio |
|  | 14 de junio           | 14 de junio    | CB Orillo Verde | 54         |                       |                 |                      |             |                      |                  |                |                      |               |               |  |  | 15 de junio | 15 de junio |
|  | 14 de junio           | 14 de junio    |                 |            | Club Águilas          | 36              |                      |             |                      |                  |                |                      |               |               |  |  | 15 de junio | 15 de junio |
|  | Club Águilas          | 54             |                 |            | Club Águilas          | 36              | Juventud de Badalona | 74          |                      |                  |                |                      |               |               |  |  |             |             |
|  | Club Águilas          | 54             | 12 de junio     |            |                       |                 | Juventud de Badalona | 74          |                      |                  |                |                      |               |               |  |  |             |             |
|  | CD Hesperia de Madrid | 69             |                 |            | Real Madrid CF        | 69              |                      |             |                      |                  |                |                      |               |               |  |  |             |             |
|  | CD Hesperia de Madrid | 69             | Real Madrid CF  | 78'        | Real Madrid CF        | 69              |                      |             |                      |                  |                |                      |               |               |  |  |             |             |
|  |                       |                | Real Madrid CF  | 78'        | 13 de junio           | 13 de junio     | 13 de junio          | 13 de junio |                      |                  |                |                      |               |               |  |  |             |             |
|  |                       |                | EN Bazán        | 50         | 13 de junio           | 13 de junio     | 13 de junio          | 13 de junio |                      |                  |                |                      |               |               |  |  |             |             |
|  | Séptimo puesto        | Séptimo puesto | EN Bazán        | 50         | EN Bazán              | 28              |                      |             |                      |                  | Real Madrid CF | 60                   | Tercer puesto | Tercer puesto |  |  |             |             |
|  | Séptimo puesto        | Séptimo puesto | 12 de junio     |            | EN Bazán              | 28              |                      |             |                      |                  | Real Madrid CF | 60                   | Tercer puesto | Tercer puesto |  |  |             |             |
|  | 14 de junio           | 14 de junio    |                 |            | CD Hesperia de Madrid | 49              |                      |             | CB Aismalíbar        | 53               |                |                      | 14 de junio   | 14 de junio   |  |  |             |             |
|  | RC Náutico            | 59             | CB Aismalíbar   | 50         | CD Hesperia de Madrid | 49              | CB Orillo Verde      | 45          | CB Aismalíbar        | 53               |                |                      |               |               |  |  |             |             |
|  | RC Náutico            | 59             | CB Aismalíbar   | 50         |                       |                 | CB Orillo Verde      | 45          |                      |                  |                |                      |               |               |  |  |             |             |
|  | EN Bazán              | 51             |                 |            | CD Hesperia de Madrid | 44              |                      |             | CB Aismalíbar        | 73               |                |                      |               |               |  |  |             |             |

### Final
Debido a la acumulación de partidos en la última jornada, la final, programada para la medianoche del sábado 14 de junio, comenzó realmente alrededor de la 1 de la madrugada del domingo. 
| 15 de junio de 1958, 01:00 | Juventud de Badalona                            | 74–69                                           | Real Madrid                                     | |  |
| 01:00 GTM+1                | Marcador por tiempos: 32–25, 30–27 (T.E.: 12–7) | Marcador por tiempos: 32–25, 30–27 (T.E.: 12–7) | Marcador por tiempos: 32–25, 30–27 (T.E.: 12–7) | |  |
|                            | Estadísticas Josep Brunet 28                    | Pts                                             | Estadísticas William Brindle 20                 | Pabellón: Pista del Centro Natación Helios, Zaragoza Asistencia: 2.000 espectadores Árbitros: J.M. Soriano Lucea |  |

| Campeón de la Copa del Generalísimo 1958 |
| ---------------------------------------- |
| Juventud de Badalona 4.º título          |